# ゴリゴリくりぃむ
『GORIGORIくりぃむ』（ゴリゴリくりぃむ）は、2012年4月4日から9月26日までテレビ朝日で放送されていたバラエティ番組。

## 概要
くりぃむしちゅーが、「これは面白い!」「数字が獲れる」と思う斬新な新企画を「ゴリゴリ」とやっていくくりぃむシリーズ第2弾の番組。
放送を終了した『くりぃむナントカ』、『SOFTくりぃむ』同様、企画のMCは主に有田が行う。但し、全て有田がMCをやると言う訳ではなく、2012年6月現在、『THE イイカタ』の企画に限り上田がMC、有田がプレーヤーと言う位置関係になり、『アラフォー芸人!おとなちゃれんじ』ではよゐこ浜口優と共に両方ともプレーヤーになり、アラフォーでない芸人ゲストがMCを務める。
番組名は『ゴリゴリくりぃむ』または『GORIGORIくりぃむ』と表記される。
2012年9月26日放送分よりお笑いコンビの銀シャリがレギュラーとなったが、その回をもって番組が終了することと、次番組である『GARIGARIくりぃむ』ではレギュラーではないことが告げられ、銀シャリを落胆させて番組は終了した。

## 出演者
レギュラー（司会）
- くりぃむしちゅー（上田晋也・有田哲平）

## 主な企画

### THE イイカタ
- ランダムに配られた50音の1文字が書かれた15枚のカードから、自由に文字を組み合わせて言葉を作成し、当番組の音声である、中西由香里（通称：中西ちゃん）が面白いかどうかを○か×かで判定する。
- ○なら発表したカードを回収されるが、×なら発表した文字数分のカードが追加される。
- 最終的に最初にカードが全てなくなった人が優勝となる。
- パスもできるが、そのかわりカードが1枚追加される。（これまでパスを出した人はいない）
- また、プレイヤーは色メガネを着用している。

### 神経遂罰
- スタジオに用意された20枚（縦4×横5）のカードで、罰ゲームを賭けてトランプの神経衰弱の要領でカードを揃えるゲーム。
- カードの裏には数字ではなく罰ゲーム内容が書かれており、カードを揃えると罰ゲームを回避できるが揃わなければ最初に引いたカードに書かれた内容の罰ゲームを遂行しなければならない。
- ペア形成成功の有無にかかわらず、1ペア引くと必ず次の挑戦者に交代となる。
- カード「乳首を使ったコント」は毎回2枚目に引かれるか揃ってしまったため罰ゲームが成立せず、次回に繰越となっていた。

## ネット局と放送時間
| 放送対象地域   | 放送局                 | 系列           | 放送日時                     | 放送開始日    | ネット状況 |
| -------------- | ---------------------- | -------------- | ---------------------------- | ------------- | ---------- |
| 関東広域圏     | テレビ朝日（EX）       | テレビ朝日系列 | 水曜 1:21 - 1:51（火曜深夜） | 2012年4月4日  | 制作局     |
| 愛媛県         | 愛媛朝日テレビ（eat）  | テレビ朝日系列 | 水曜 1:21 - 1:51（火曜深夜） | 2012年4月4日  | 同時ネット |
| 香川県・岡山県 | 瀬戸内海放送（KSB）    | テレビ朝日系列 | 火曜 0:20 - 0:50（月曜深夜） | 2012年4月10日 | 遅れネット |
| 岩手県         | 岩手朝日テレビ（IAT）  | テレビ朝日系列 | 火曜 1:20 - 1:50（月曜深夜） | 2012年4月17日 | 遅れネット |
| 石川県         | 北陸朝日放送（HAB）    | テレビ朝日系列 | 火曜 1:20 - 1:50（月曜深夜） | 2012年4月17日 | 遅れネット |
| 福島県         | 福島放送（KFB）        | テレビ朝日系列 | 水曜 0:50 - 1:20（火曜深夜） | 2012年4月18日 | 遅れネット |
| 中京広域圏     | メ〜テレ（NBN）        | テレビ朝日系列 | 水曜 0:50 - 1:20（火曜深夜） | 2012年4月18日 | 遅れネット |
| 福岡県         | 九州朝日放送（KBC）    | テレビ朝日系列 | 水曜 1:20 - 1:50（火曜深夜） | 2012年4月18日 | 遅れネット |
| 長崎県         | 長崎文化放送（NCC）    | テレビ朝日系列 | 木曜 1:25 - 1:55（水曜深夜） | 2012年4月19日 | 遅れネット |
| 青森県         | 青森朝日放送（ABA）    | テレビ朝日系列 | 金曜 1:20 - 1:50（木曜深夜） | 2012年4月20日 | 遅れネット |
| 熊本県         | 熊本朝日放送（KAB）    | テレビ朝日系列 | 日曜 2:10 - 2:40（土曜深夜） | 2012年4月22日 | 遅れネット |
| 山口県         | 山口朝日放送（yab）    | テレビ朝日系列 | 火曜 1:10 - 1:40（月曜深夜） | 2012年5月1日  | 遅れネット |
| 大分県         | 大分朝日放送（OAB）    | テレビ朝日系列 | 金曜 1:20 - 1:50（木曜深夜） | 2012年5月18日 | 遅れネット |
| 北海道         | 北海道テレビ（HTB）    | テレビ朝日系列 | 木曜 0:50 - 1:20（水曜深夜） | 2012年7月5日  | 遅れネット |
| 鹿児島県       | 鹿児島放送（KKB）      | テレビ朝日系列 | 火曜 1:15 - 1:45（月曜深夜） | 2012年7月28日 | 遅れネット |
| 静岡県         | 静岡朝日テレビ（SATV） | テレビ朝日系列 | 金曜 0:20 - 0:50（木曜深夜） | 2012年8月31日 | 遅れネット |

## スタッフ
- ナレーター：佐藤賢治
- 企画：上田晋也、有田哲平
- 構成：渡辺真也、北本かつら、町田裕章、樅野太紀
- TM：大島秀一
- カメラ：門倉秀樹（SWISH JAPAN）
- 音声：中西由香里（SWISH JAPAN）
- 美術：井磧伸介
- 照明：小峯芳記
- 美術進行：入江大介（テレビ朝日クリエイト）、廣澤陽子（テレビ朝日クリエイト）
- 大道具：後藤貴弘
- ヘアメイク：小川和美
- CG：南治樹、松尾裕介
- 音効：加藤つよし
- 編集：米澤武史（IMAGICA）
- MA：宝月健（IMAGICA）
- 編成：高橋正輝
- 宣伝：高橋夏子
- TK：吉条雅美
- デスク：中川千波
- 協力：東京オフラインセンター
- AD：山本健矢
- AP：吉田奈央
- ディレクター：藤本達也、宮本大輔、中西正太、土井功輔
- チーフディレクター：山内智未
- プロデューサー：佐宗威史→鈴木忠親
- ゼネラルプロデューサー：藤井智久
- 制作著作：テレビ朝日